# Ushoji (Sprache)
Ushoji (auch Ushojo, persisch:اشوجی) ist eine dardische Sprache, die in den Distrikten Kohistan und Swat der pakistanischen Provinz Khyber-Pakhtunkhwa gesprochen wird. Sie ist eng mit anderen dardischen Sprachen wie Kohistani, Paschai, Kalasha oder Kaschmiri verwandt.

## Verwandtschaft zu anderen indogermanischen Sprachen
|    | Deutsch | Englisch | Persisch | Ushoji |
| -- | ------- | -------- | -------- | ------ |
| 1  | eins    | one      | ɪek      | ɪk     |
| 2  | zwei    | two      | do       | du     |
| 3  | drei    | three    | t͡ʃe      | t͡ʃe    |
| 4  | vier    | four     | t͡ʃahar   | t͡ʃar   |
| 5  | fünf    | five     | pʰʊʃ     | pʰʊʃ   |
| 6  | sechs   | six      | ʃiʃ      | ʃɑ     |
| 7  | sieben  | seven    | haft     | sɑʈ    |
| 8  | acht    | eight    | haʃt     | ɑʈ     |
| 9  | neun    | nine     | noh      | nəo    |
| 10 | zehn    | ten      | dah      | de     |

Man erkennt einige vokabulare und grammatikalische Ähnlichkeiten mit anderen indoiranischen Sprachen wie Hindi, Urdu oder Panjabi oder Persisch aber auch mit europäischen Sprachen wie Latein, Englisch oder Deutsch.